# كيني بوين
كيني بوين (بالإنجليزية: Kenny Bowen) هو مدرس وشخصية أعمال وسياسي أمريكي، ولد في 9 فبراير 1926 في نيو أورلينز في الولايات المتحدة، وتوفي في 2 مايو 2002. نشط حزبياً في الحزب الجمهوري والحزب الديمقراطي.